# Közönséges keserűgyökér
A közönséges keserűgyökér vagy az édes keserűgyökér (Picris hieracioides) a fészkesvirágzatúak (Asterales) rendjébe, az őszirózsafélék (Asteraceae) családjába, a katángformák (Cichorioideae) alcsaládjába és a keserűgyökerek (Picris) nemzetségébe tartozó növényfaj. A kesrűgyökér (Picris) növénynemzetség típusfaja.

## Elterjedése

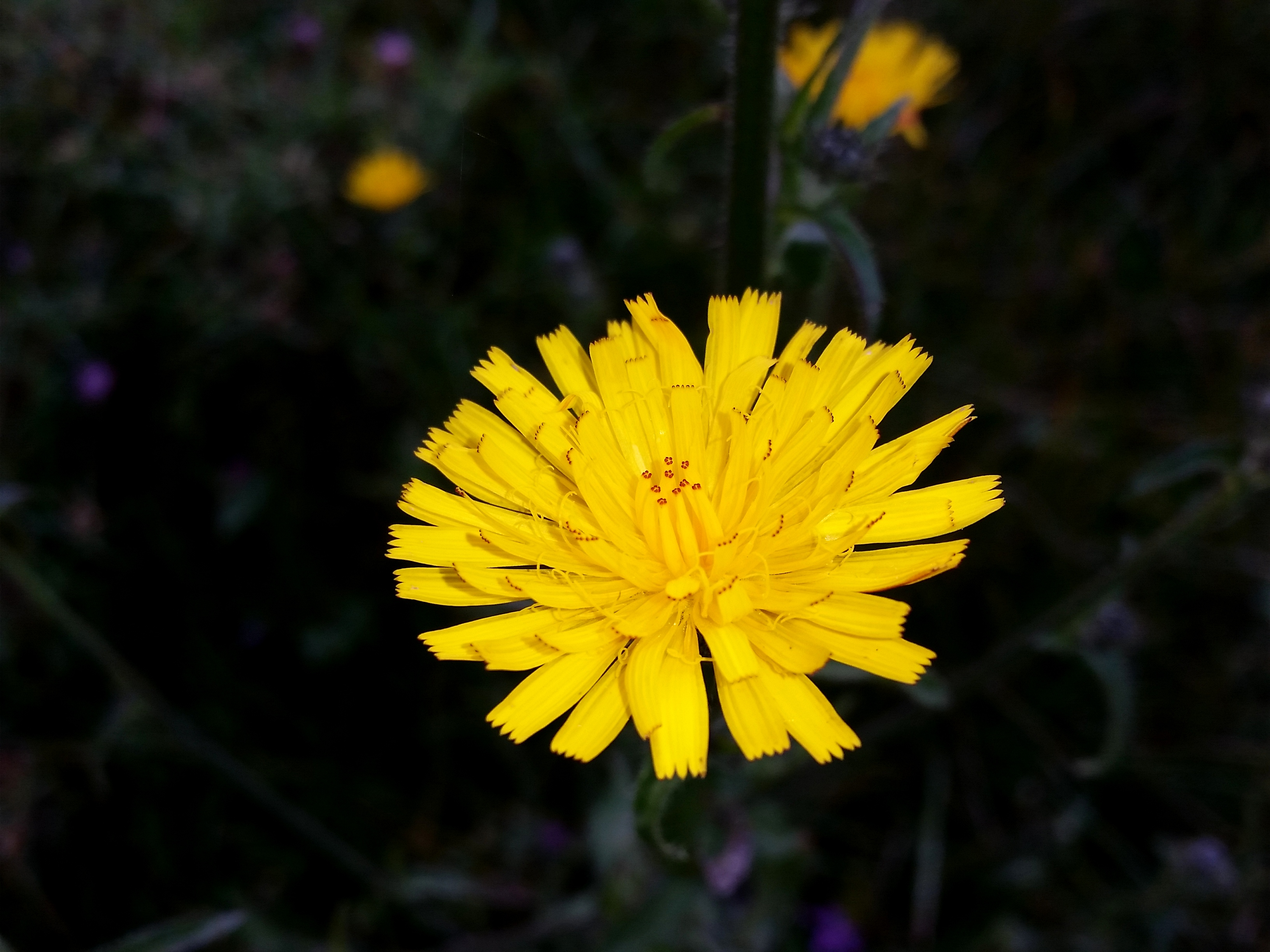
Sárga szirmai

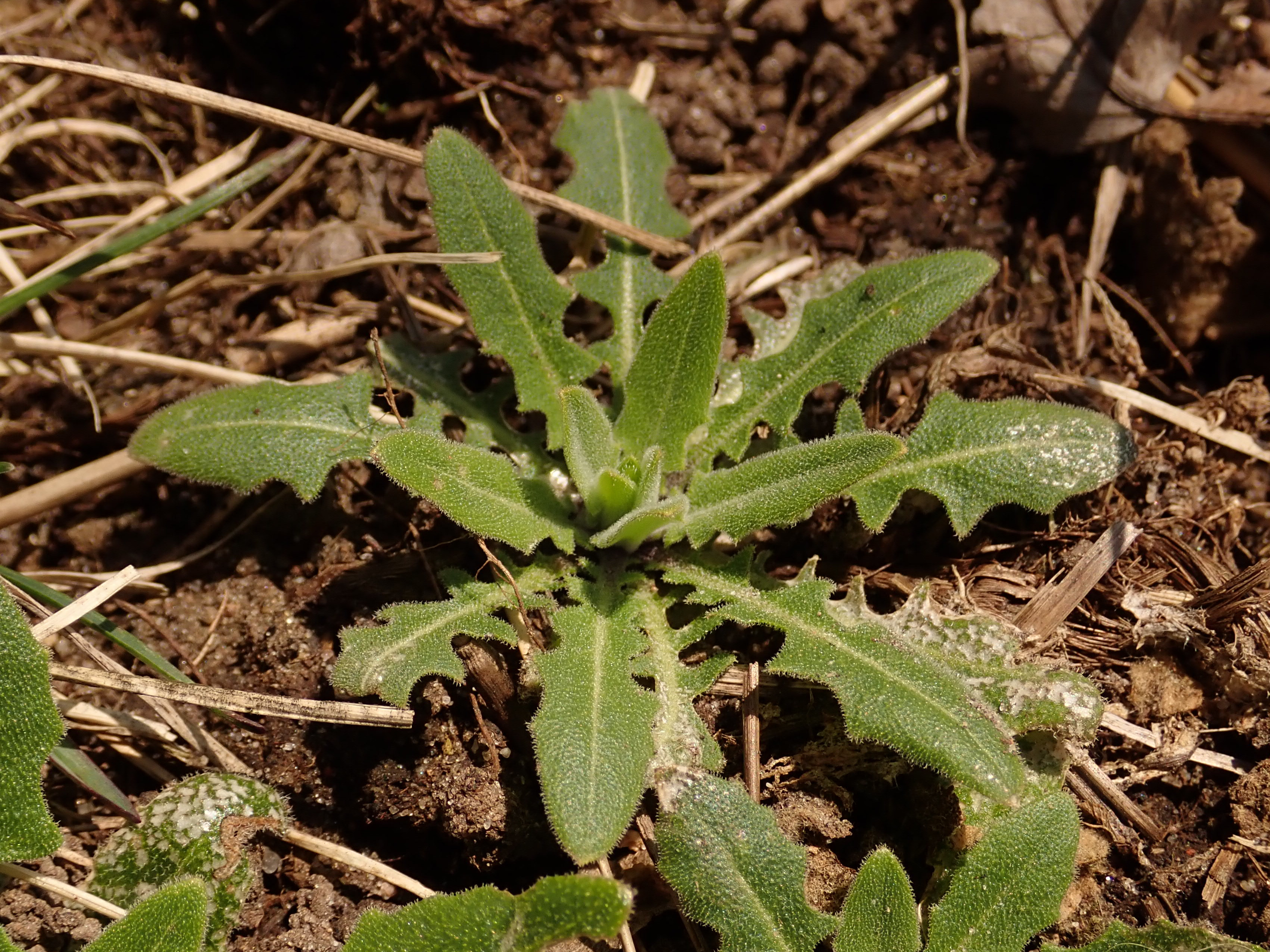
Fogazott levelei

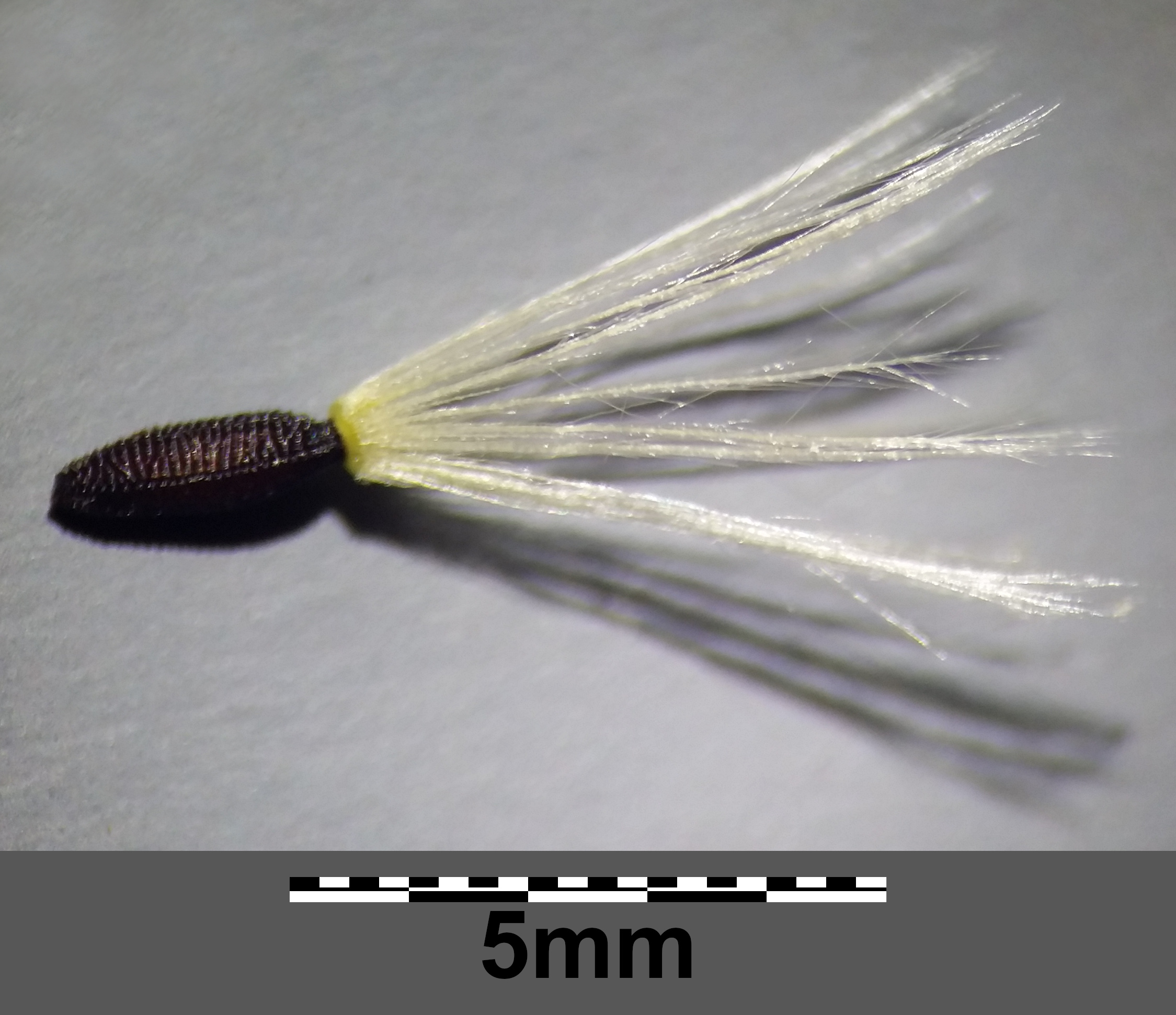
Repülőszőrös magja

Európában és Ázsiában őshonos gyomnövény. Inváziós faj Afrikában, Ausztráliában és Észak-Amerikában. Leginkább Nagy-Britanniában és Írországban fordulnak elő legtöbbet. Amerikában általában az Új angliai Connecticut-, Maine-, Massachusetts- és Vermont tagállamban láthatóak. Réteken, szántóföldeken és kaszálókon élnek. De kevésbé legeltetett gyepeken, utak és édesvizek (folyó, tó) mellett is előfordulnak. Főleg a meszes talajokat kedveli és nem tolerálja az erős legeltetést, és rossz versenytárs a sűrű növényzetben.

## Leírása
Szára merev, elágazó és szőrös. Levelei hosszúkásak és durván fogazottak. A tőlevelek kocsányosak, a felső levelek kicsik és kocsánytalanok, ezek fogják össze szárat. A szirmok sárgák és körülbelül 20-35 milliméteresek. A viráglevelek lándzsásak, a külső fellevelek rövidebbek és szétterülőbbek. A növény keserű szagú növényi nedvet áraszt. Magvai repülőszőrösek, termése kaszat.

## Életmódja
Júliusban, augusztusban, szeptemberben és októberben virágzik. Virágzás után a szirmok elszáradnak és repülőszőrös magvak lesznek belőlük. A közönséges keserűgyökér egyben gyógynövény és gyomnövény is, amely lehet kétéves vagy évelő.

## Felfedezése
A fajt először Carl von Linné írta le 1753-ban a P. echioides, a P. pyrenaica és a P. asplenioides fajokkal együtt. A közönséges keserűgyökeret Hitchcock és Green javasolta típusfajként 1930-ban.

## Fordítás
- Ez a szócikk részben vagy egészben  a   Picris hieracioides című angol Wikipédia-szócikk fordításán alapul.  Az eredeti cikk szerkesztőit annak laptörténete sorolja fel. Ez a jelzés csupán a megfogalmazás eredetét és a szerzői jogokat jelzi, nem szolgál a cikkben szereplő információk forrásmegjelöléseként.